# هدف ميداني (كرة سلة)

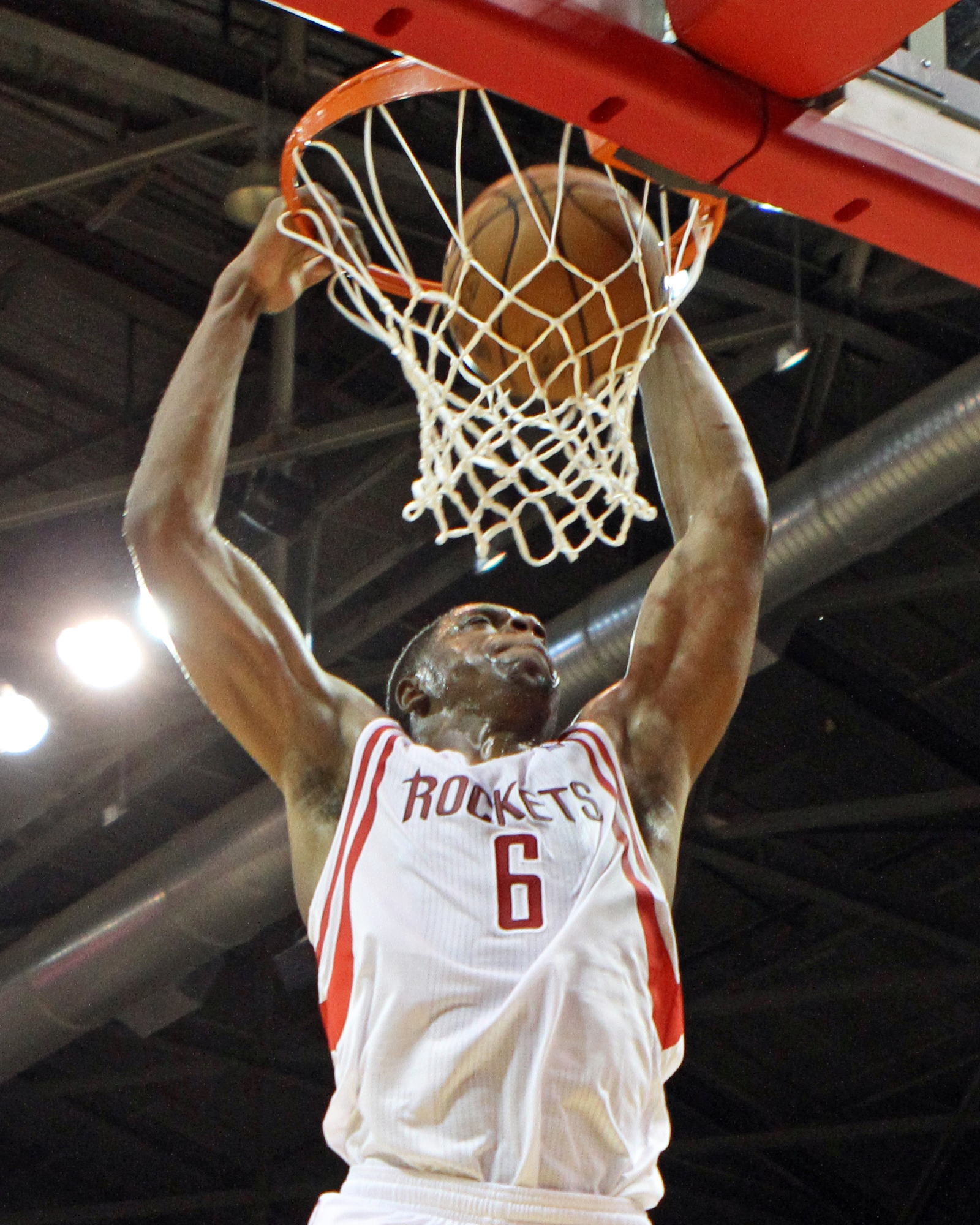
تصويبة ميدانية من نقطتين، سجل في السلة (الحلقة)

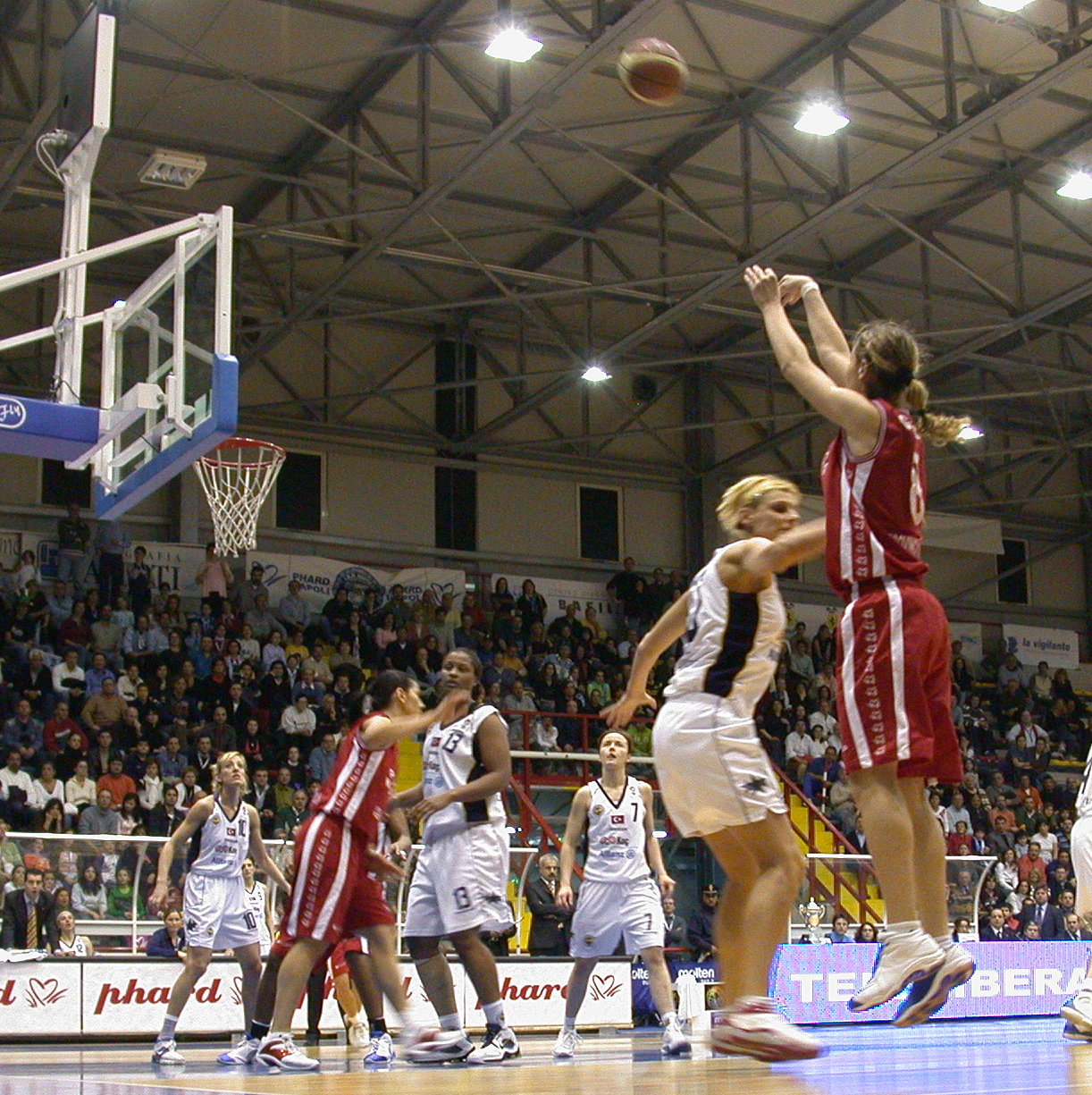
تصويبة بثلاث نقاط لهدف ميداني

في لعبة كرة السلة ، الهدف الميداني عبارة عن سلة يتم تسجيلها من أي تسديدة أو كبس ضمن الاطار القانوني للعبة بخلاف الرمية الحرة ، وتستحق نقطتين أو ثلاث نقاط وذلك اعتمادًا على المسافة التي تم التصويب منها الى السلة (الحلق). من غير المألوف أن يكون الهدف الميداني قيمًا أخرى مثل نقطة واحدة في مسابقات كرة السلة 3x3 FIBA أو أربع نقاط في دوري كرة السلة BIG3 . "الهدف الميداني" هو المصطلح الرسمي الذي يتم استخدامه في الاتحاد الوطني لكرة السلة (NBA) في قانون العبة كرة السلة.
نوع واحد من الأهداف الميدانية يسمى الكبس سلام دانك . وهذا يحدث عندما يقفز الاعب حامل الكرة بالقرب من السلة ، ويرمي أو يضع الكرة لأسفل عبر السلة وهو في الهواء.
ويعتبر كريم عبد الجبارهو حامل الرقم القياسي في الدوري الاميركي للمحترفين للأهداف الميدانية في مسيرته مع 15837. ويلت تشامبرلين ، أحد أكثر الهدافين غزارة في كل العصور والاوقات ، يحتل المراكز الأربعة الأولى لمعظم الأهداف الميدانية التي تم إحرازها في موسم واحد وكذلك لديه ثاني أعلى نسبة هدف ميداني لموسم (72.7٪). تم تحديد أعلى نسبة هدف ميداني لموسم واحد من قبل مركز نيويورك نيكس ميتشل روبنسون بنسبة 74.2٪ في موسم 2019-20 المختصر. يعد مايكل جوردان أحد أعظم اللاعبين في التهديف الميداني على الإطلاق ، حيث قاد الدوري الأمريكي للمحترفين في تحقيق الأهداف الميدانية عشر مرات. شاكيل أونيل ايضا لديه الرقم القياسي لمعظم المواسم (10) مع احتساب أفضل نسبة هدف ميداني ، وأرتيس جيلمور كذلك لديه الرقم القياسي لأعلى نسبة هدف ميداني (59.9٪).  كان ستيف ناش أحد أعظم المصوبين في تاريخ الدوري الأمريكي للمحترفين ، إذ كان حاملا للرقم القياسي لمدة 50-40-90 موسمًا ، وهو علامة للأهداف الميدانية من نقطتين ، وأهداف ميدانية من ثلاث نقاط ، و رميات حرة. سجل ناش أربعة من أصل أحد عشر موسما 50-40-90 في تاريخ الدوري الاميركي للمحترفين.  يحمل البارون ديفيس الرقم القياسي ايضا في في الدوري الاميركي للمحترفين لأطول هدف ميداني ناجح بتسديدة 89 قدمًا في 17 فبراير 2001.   